# Erianthecium bulbosum
Erianthecium es un género monotípico de plantas herbáceas perteneciente a la familia de las poáceas. Su única especie: Erianthecium bulbosum Parodi, es originaria de Uruguay donde se encuentra en lugares abiertos y laderas pedregosas.

## Descripción
Es una planta herbácea perenne. Los tallos alcanzan los 30-45 cm de largo. La inflorescencia en panícula. Tiene espiguillas solitarias, las fértiles pediceladas. Las glumas son persistentes, más cortas que las espiguillas.

## Taxonomía
Erianthecium bulbosum fue descrita por Lorenzo R. Parodi y publicado en Notas del Museo de la Plata, Botánica 8: 77, f. 1. 1943.